# Eugen Zardetti

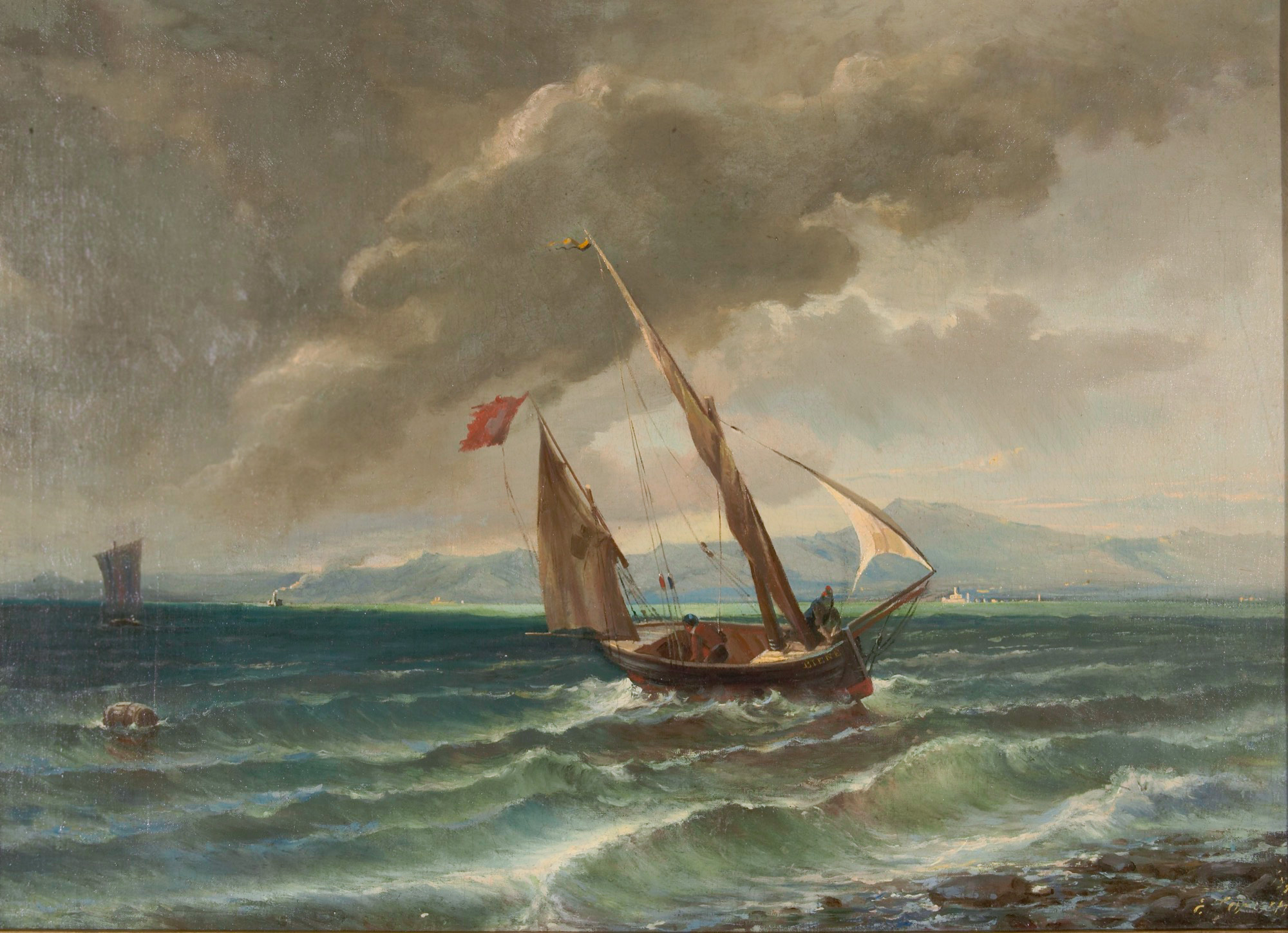
Bateaux sur le lac de Constance par gros temps.

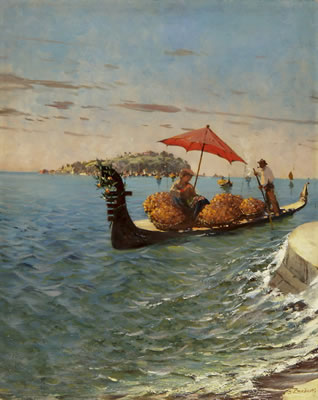
La côte de Capri

Eugen Zardetti, né le 27 novembre 1849 à Rorschach et mort le 21 février 1926 à Lucerne, est un artiste peintre suisse, auteur de marines et de portraits. Ce fut aussi un pionnier de l'automobile.

## Biographie
Eugen Zardetti a effectué ses études à Innsbruck,Genève, Lucerne et Karlsruhe et se mit à peindre à partir de 1885, d'abord à Bregenz où il résidait dans la Villa Mirador, puis à partir de 1914 à Lucerne.
Mais Zardetti était aussi un homme passionné de technique. Il fut le premier acheteur d'Autriche d'une auto (1893) : c'était une Benz à trois roues, portant le numéro de série 24, à laquelle il fit ajouter une quatrième roue en 1898. À la mort de Zardetti, en 1926, ce véhicule intégra les collections du Musée des techniques de Vienne, où on peut toujours le voir. Jusqu'en 1896, Zardetti fut le seul automobiliste du Vorarlberg. L'année de l'achat de sa voiture , il commença à tenir un journal de bord qu'on a conservé : il a été exposé, avec les tableaux de Zardetti, à la Bibliothèque régionale du Vorarlberg en 2007.
Eugen Zardetti est aussi l'oncle de Bregenz de l'écrivain Lilly Braumann-Honsell, qui possédait le premier yacht motorisé du lac de Constance. Le fils de Zardetti, Otto-Eugen, a fait ses études à partir de 1885 au collège jésuite Stella Matutina puis étudia le droit à Zurich.

## Voir également
- Notices d'autorité :   - VIAF
  - ISNI
  - LCCN
  - GND
  - WorldCat
- Ressources relatives aux beaux-arts :   - Artists of the World Online
  - Bénézit
  - Musée d'Orsay
  - RKDartists
  - SIKART
- « Eugen Zardetti », sur SIKART Dictionnaire sur l'art en Suisse.